# Lorenzo Beltrami
Pour les articles homonymes, voir Beltrami.
Lorenzo Beltrami, né le 11 août 1995 à Lecco, est un coureur de fond italien spécialisé en skyrunning. Il est champion d'Europe de SkyRace 2023 et double champion d'Italie de SkyRace.

## Biographie
Lorenzo Beltrami naît à Lecco et grandit dans la commune voisine de Mandello del Lario. Il pratique l'aviron durant sa jeunesse dans le club Canottieri Moto Guzzi avec Giuseppe Moioli comme entraîneur. Bien que considéré comme prometteur, il ne souhaite pas continuer dans ce sport qu'il abandonne à l'âge de seize ans. Il décide de se concentrer sur la course à pied qu'il pratique comme entraînement. Durant ses entraînements avec le club d'aviron, il participe régulièrement à la course de montagne Molina-Rifugio Elisa. Il rejoint ensuite le club ASD Falchi di Lecco, spécialisé dans les sports de montagne et découvre la discipline du skyrunning. Il démontre un talent dans cette discipline en remportant notamment le Livigno K17 en 2019,.
En juillet 2022, il domine la Pierre Menta été avec Luca Del Pero et s'impose aisément en remportant les trois étapes.
Le 15 mai 2023, il s'élance sur la Monte Zerbion SkyRace, comptant comme épreuve de SkyRace des championnats d'Italie de skyrunning. Il réalise une solide course et termine devant Sergio Bonaldi. Il est devancé de plus de cinq minutes par Nadir Maguet mais ce dernier n'étant pas licensié à la FISky, le titre de champion d'Italie de la spécialité revient à Lorenzo Beltrami. Le 17 juin, il se livre à une bataille serrée en tête du Livigno SkyMarathon, avec Gianluca Ghiano, Sergio Bonaldi et Mattia Gianola. Les quatre hommes ne lâchent rien mais Lorenzo Beltrami parvient finalement à remporter la victoire pour huit secondes devant Sergio Bonaldi. Le 16 juillet, il prend le départ de l'épreuve de SkyRace aux championnats d'Europe de skyrunning à Gusinje. Il voit dans un premier temps le Suédois Martin Nilsson s'emparer des commandes de la course avant que ce dernier ne lève le pied. Lorenzo Beltrami en profite pour récupérer la tête de course et s'envole vers le titre.
Le 8 septembre 2024, il s'élance parmi les favoris sur l'épreuve de SkyMarathon aux championnats du monde de skyrunning à Covaleda. Il s'élance dans le groupe de tête aux côtés d'Alain Santamaría et Joseph DeMoor. Alors qu'Alain Santamaría accélère seul en tête, Lorenzo Beltrami hausse le rythme pour le rattraper. Les deux hommes se retrouvent au coude-à-coude en tête mais l'Espagnol parvient à accélérer dans la descente finale. Lorenzo Beltrami assure alors la médaille d'argent.

## Palmarès
| no  | masculin           | Course                                            | Longueur | Départ            | Temps           |
| --- | ------------------ | ------------------------------------------------- | -------- | ----------------- | --------------- |
| 1re | Médaille d'or      | Livigno K17                                       | 17 km    | 15 juin 2019      | 1 h 44 min 0 s  |
| 1re | Médaille d'or      | Bernina Ultraks - Steinbock Trail                 | 16,3 km  | 3 juillet 2021    | 1 h 23 min 21 s |
| 2e  | Médaille d'argent  | Livigno SkyMarathon                               | 34 km    | 18 juin 2022      | 3 h 50 min 55 s |
| 3e  | Médaille de bronze | Cortina SkyRace                                   | 19 km    | 23 juin 2022      | 1 h 33 min 13 s |
| 1re | Médaille d'or      | Pierra Menta été                                  | 72 km    | 1-3 juillet 2022  | 8 h 44 min 58 s |
| 2e  | Médaille d'argent  | Cima d'Asta SkyRace                               | 26 km    | 21 août 2022      | 3 h 12 min 21 s |
| 9e  | 9e                 | Championnats du monde de skyrunning - SkyMarathon | 31 km    | 11 septembre 2022 | 3 h 6 min 45 s  |
| 2e  | Médaille d'argent  | Monte Zerbion SkyRace                             | 22 km    | 15 mai 2023       | 2 h 6 min 7 s   |
| 1re | Médaille d'or      | Livigno SkyMarathon                               | 36 km    | 17 juin 2023      | 3 h 58 min 28 s |
| 1re | Médaille d'or      | Championnats d'Europe de skyrunning - SkyRace     | 30 km    | 16 juillet 2023   | 3 h 17 min 24 s |
| 1re | Médaille d'or      | Hochkönig SkyRace                                 | 31,6 km  | 1er juin 2024     | 3 h 15 min 26 s |
| 3e  | Médaille de bronze | Skyrace du Mercantour                             | 29,7 km  | 23 juin 2024      | 2 h 41 min 38 s |
| 2e  | Médaille d'argent  | Championnats du monde de skyrunning - SkyMarathon | 37 km    | 8 septembre 2024  | 3 h 34 min 12 s |
| 2e  | Médaille d'argent  | ZacUP Skyrace del Grignone                        | 27 km    | 15 septembre 2024 | 2 h 53 min 8 s  |
| 3e  | Médaille de bronze | 2 Peaks SkyRace                                   | 25,9 km  | 26 octobre 2024   | 2 h 5 min 59 s  |
| 1re | Médaille d'or      | Kailas Penang Skyrace                             | 42 km    | 2 novembre 2024   | 4 h 17 min 14 s |
| 3e  | Médaille de bronze | Acantilados del Norte Skyrace                     | 29 km    | 22 mars 2025      | 2 h 33 min 26 s |
| 1re | Médaille d'or      | Trofeo Dario e Willy                              | 25 km    | 1er mai 2025      | 2 h 23 min 46 s |
| 5e  | 5e                 | Zegama-Aizkorri                                   | 42,2 km  | 25 mai 2025       | 3 h 54 min 58 s |

## Records
| Épreuve       | Performance     | Date            | Lieu          |
| ------------- | --------------- | --------------- | ------------- |
| 10 kilomètres | 31 min 48 s     | 6 février 2022  | Castano Primo |
| Semi-marathon | 1 h 8 min 20 s  | 29 janvier 2023 | Séville       |
| Marathon      | 2 h 24 min 50 s | 18 février 2024 | Séville       |